# Вознесенка (Первомайский район)
Вознесе́нка — деревня в Первомайском районе Томской области. Входит в состав Сергеевского сельского поселения.

## История
Основана в 1907 году. В 1926 году село Вознесенка состояло из 60 хозяйств, основное население — русские. В административном отношении являлось центром Вознесенского сельсовета Зачулымского района Томского округа Сибирского края.

## Население
| 1926 | 2002 | 2010 | 2012 | 2013 | 2014 | 2015 |
| ---- | ---- | ---- | ---- | ---- | ---- | ---- |
| 352  | ↘211 | ↘193 | ↘189 | ↘185 | ↘178 | →178 |
| 2021 |      |      |      |      |      |      |
| ↘133 |      |      |      |      |      |      |